# Yuriy Melnichenko
Yuriy Melnichenko est un lutteur kazakh spécialiste de la lutte gréco-romaine né le 25 janvier 1972 à Djalalabad au Kirghizstan.

## Biographie
Lors des Jeux olympiques d'été de 1996 se tenant à Atlanta, il remporte la médaille d'or en combattant dans la catégorie des -57 kg. Lors des Championnats du monde, il remporte la médaille d'or en 1994 et 1997, et la médaille d'argent en 1995 et 1999.